# Boarmia carinenta
Boarmia carinenta är en fjärilsart som beskrevs av Pieter Cramer 1777. Boarmia carinenta ingår i släktet Boarmia och familjen mätare. Inga underarter finns listade i Catalogue of Life.